# SD Imperatriz
A Sociedade Imperatriz de Desportos, vagy Imperatriz, esetleg SID labdarúgó csapatát 1962-ben hozták létre. A brazil együttes székhelye Maranhão államban, Imperatriz városában található. A Maranhense bajnokság és az országos Série D tagja.

## Sikerlista

### Állami
- 2-szeres Maranhense bajnok: 2005, 2015

## Játékoskeret
2015-től
| # |     | Poszt | Név              |
| - | --- | ----- | ---------------- |
|   | BRA | K     | Jean             |
|   | BRA | K     | Lucas            |
|   | BRA | K     | Pavão            |
|   | BRA | V     | Junior Tatu      |
|   | BRA | V     | Lucas Lima       |
|   | BRA | V     | Márcio Leandro   |
|   | BRA | V     | Fagundes         |
|   | BRA | V     | Edson            |
|   | BRA | V     | Ronaldo da Silva |
|   | BRA | V     | Clayton He-Man   |
|   | BRA | V     | Clayton Carioca  |
|   | BRA | V     | André            |
|   | BRA | KP    | Otávio           |
|   | BRA | KP    | Rubens           |
|   | BRA | KP    | Keulson          |

| # |     | Poszt | Név           |
| - | --- | ----- | ------------- |
|   | BRA | KP    | Thiago        |
|   | BRA | KP    | Diego         |
|   | BRA | KP    | Denis         |
|   | BRA | KP    | Vinicius      |
|   | BRA | KP    | Gualberto     |
|   | BRA | KP    | James         |
|   | BRA | KP    | Jardel        |
|   | BRA | KP    | Daniel        |
|   | BRA | CS    | Cris          |
|   | BRA | CS    | Ted           |
|   | BRA | CS    | Junior Chicão |
|   | BRA | CS    | Naldinho      |
|   | BRA | CS    | Matheus       |
|   | BRA | CS    | Lindoval      |
|   | BRA | CS    | Anaílson      |